# Parodontidae
Parodontidae é uma família, relativamente pequena, de peixes actinopterígeos pertencentes à ordem Characiformes. Anteriormente era considerado uma subfamília da família Hemiodontidae. Possuem diversos nomes populares, dentre eles, "canivetes" e "charutos".
São peixes de água-doce, geralmente bentônicos e de água corrente, possuem barbatanas pélvicas bem desenvolvidas que os permitem afixar-se muito bem ao substrato (frequentemente rochoso). Os três gêneros incluem cerca de 32 espécies, ainda que várias não estejam descritas. As características dentárias têm sido tradicionalmente usadas para definir esses três gêneros.
Estes peixes podem ser encontrados em córregos montanhosos do leste do Panamá e através da América do Sul, exceto Patagônia e o canal Amazônico.

## References
1. 1 2 3 4  Nelson, Joseph, S. (2006). Fishes of the World. [S.l.]: John Wiley & Sons, Inc. ISBN 0-471-25031-7
2. 1 2  Pavanelli, C.S. (2003).  Reis, R. E.; Kullander, S. O.; Ferraris, C. J., ed. Check List of the Freshwater Fishes of South and Central America. Porto Alegre, Brazil: EDIPUCRS. p. 46-50. ISBN 8574303615

## Nota
- Este artigo foi inicialmente traduzido, total ou parcialmente, do artigo da Wikipédia em inglês cujo título é «Parodontidae».